# Hello Mom!
Albums de Modeselektor
Happy Birthday!
(2007)
Hello Mom! est le premier album du duo allemand de musique électronique Modeselektor. Il est sorti en Allemagne le 26 septembre 2005 en format CD, sur le label BPitch Control (catalogue : BPC 115).

## Pistes
| 1.    | Dancingbox (Scratches de Orgasmic, Voix de TTC)   | 3:59 |
| 2.    | Die Clubnummer                                    | 4:33 |
| 3.    | Tetrispack                                        | 4:16 |
| 4.    | The Rapanthem                                     | 4:29 |
| 5.    | Kill Bill Vol. 4                                  | 5:13 |
| 6.    | Ziq Zaq                                           | 5:27 |
| 7.    | Vote Or Die                                       | 5:14 |
| 8.    | Earth (UPS Edit)                                  | 3:50 |
| 9.    | Fake Emotion (Voix, coécrit par Paul St. Hilaire) | 3:23 |
| 10.   | In Loving Memory                                  | 5:49 |
| 11.   | Hasir (Coproduit par Matt Shadetek)               | 4:51 |
| 12.   | Silikon (Voix, coécrit par Sasha Perera)          | 3:47 |
| 13.   | I Love You                                        | 5:17 |
| 60:16 |                                                   |      |

La version proposée sur iTunes, sortie le même jour aux États-Unis, comprend la chanson « My Anthem » en 14e piste.